# Puerta belga

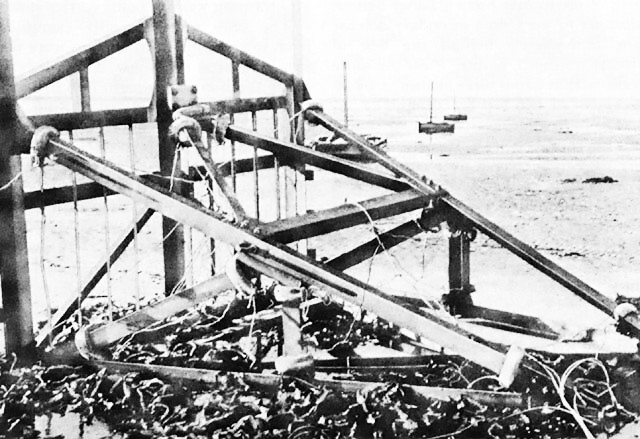
Puerta belga.

Con el nombre de "puerta belga" se conoce a un determinado tipo de obstáculo semisumergido cuya finalidad es impedir el desembarco de tropas y vehículos en playas protegidas. 
Este nombre procede de la traducción literal de "Belgian gates" y en realidad su nombre original es "elemento Cointet" o "elemento C", como lo conocían los alemanes. Este tipo de elemento antitanque se creó para las líneas de defensas belgas durante los años 1939-1940. Tras la derrota belga y posterior ocupación alemana, quedaron en gran número disponibles y fueron usadas por miles para fortificar las playas del conocido como Muro Atlántico.
- Datos: Q634209
- Multimedia: Cointet-elements / Q634209